# Campagne d'Ulm

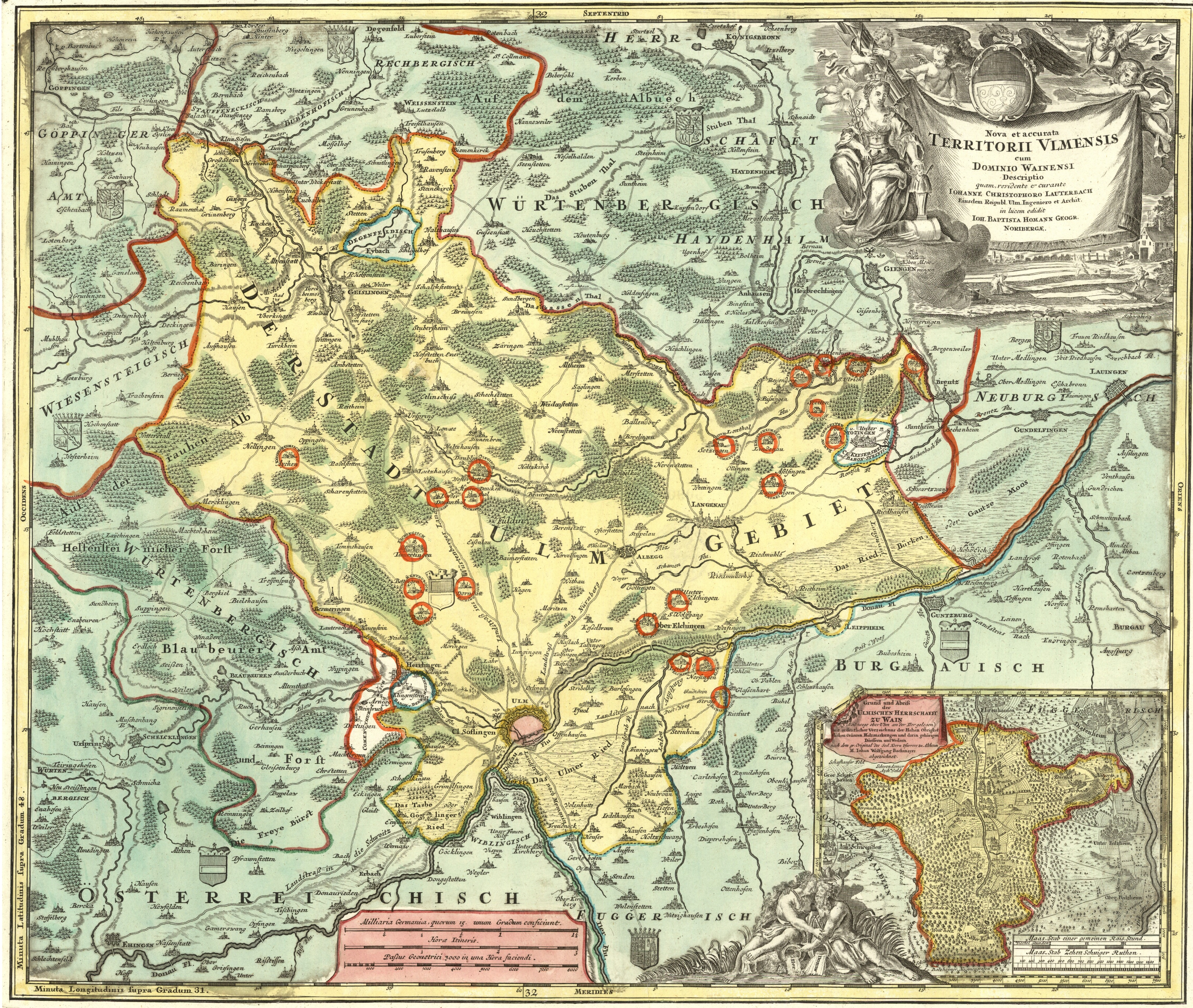
La ville libre impériale d'Ulm entre les possessions autrichiennes, wurtembergeoises et bavaroises, carte de Johann Baptist Homann, v. 1715.

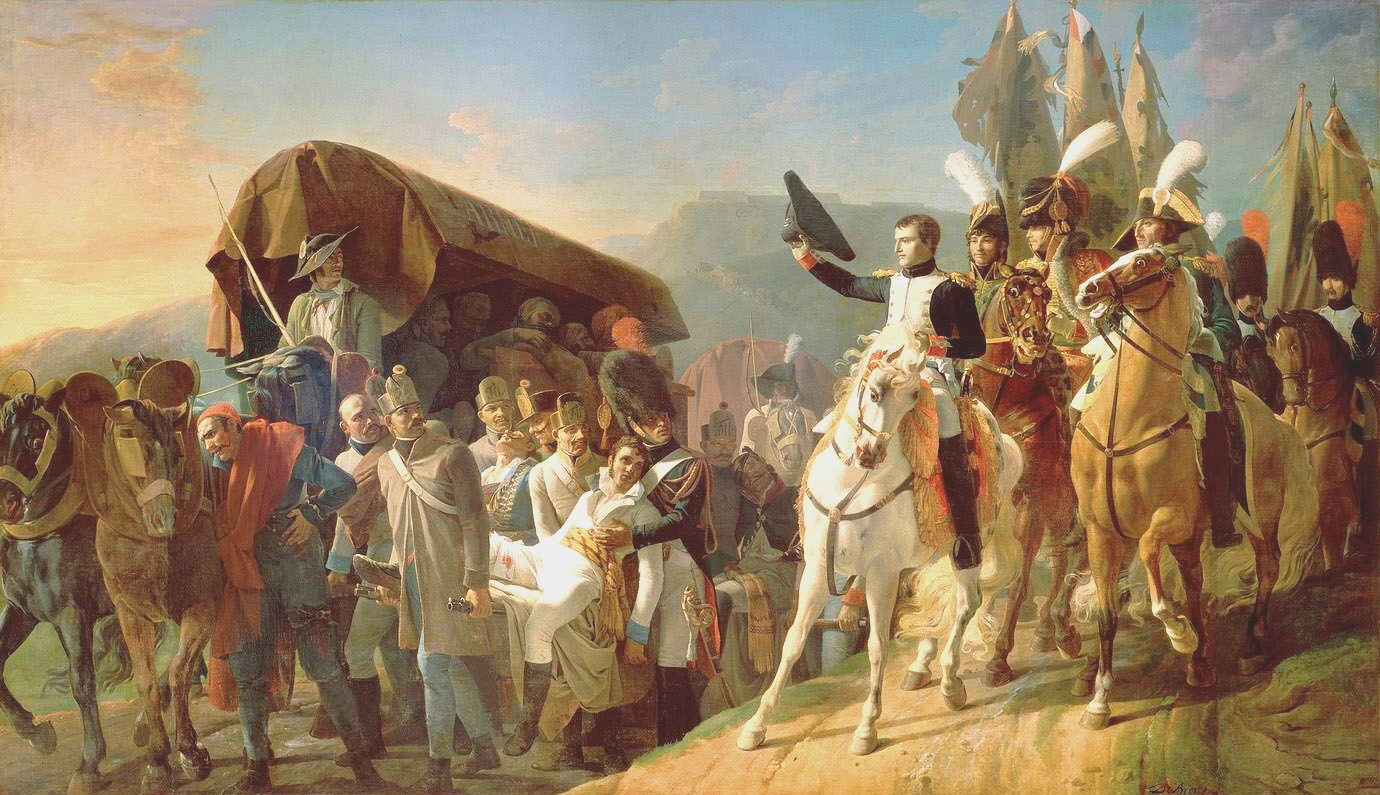
Napoléon rend hommage au courage malheureux, salut aux blessés autrichiens pendant la campagne d'Ulm, toile de Jean-Baptiste Debret (1768-1848).

La campagne d'Ulm est une série de manœuvres et de batailles dirigées par l'empereur Napoléon pour déborder et capturer une armée autrichienne en 1805 pendant la Troisième Coalition. Elle a eu lieu à proximité et dans la ville d'Ulm, dans le cadre de la campagne d'Allemagne. Cette campagne de Napoléon est généralement considérée comme un chef-d'œuvre stratégique et a influencé le développement du plan Schlieffen à la fin du XIXe siècle.

## Déroulement de l'encerclement
La Grande Armée française, dirigée par Napoléon Ier, comprenait 210 000 hommes organisés en sept corps, et espérait faire tomber l'armée autrichienne dans le Danube avant que les renforts russes puissent arriver. Grâce à une marche rapide, Napoléon a mené une grande manœuvre qui permet la capture d'une armée autrichienne de 23 000 hommes sous le général Karl Mack le 20 octobre à Ulm, portant le nombre total de prisonniers autrichiens dans la campagne à 60 000.

## Suite de la campagne:Austerlitz
La victoire d'Ulm ne met pas fin à la guerre puisqu'une grande armée russe sous les ordres de Mikhaïl Koutouzov se tient sur le Danube à l'ouest de Vienne. Les Russes, en livrant des combats de retardement, se replient vers l'est puis le nord pour rejoindre les unités autrichiennes rescapées et recevoir des renforts russes venus de Pologne. Les Français les poursuivent et entrent sans combat à Vienne le 12 novembre. Le 2 décembre, la victoire décisive des Français à Austerlitz oblige l'Autriche à se retirer de la guerre par le traité de Presbourg  (26 décembre 1805).